# Béthelainville
Ne doit pas être confondu avec Bettelainville.
Béthelainville est une commune française située dans le département de la Meuse, en région Grand Est.

## Géographie
Béthelainville est située à l'ouest de Verdun-sur-Meuse, aux portes de l'Argonne, dans un paysage vallonné. Le village est construit à flanc de colline, entouré des champs exploités par les agriculteurs du village.
Béthelainville se situe à 3 km des villages de Sivry-la-Perche, Montzéville, Fromeréville-les-Vallons et à 6 km de Dombasle-en-Argonne. Il est depuis 2007 à proximité de la Gare de Meuse TGV.
Altitude : 260 m.

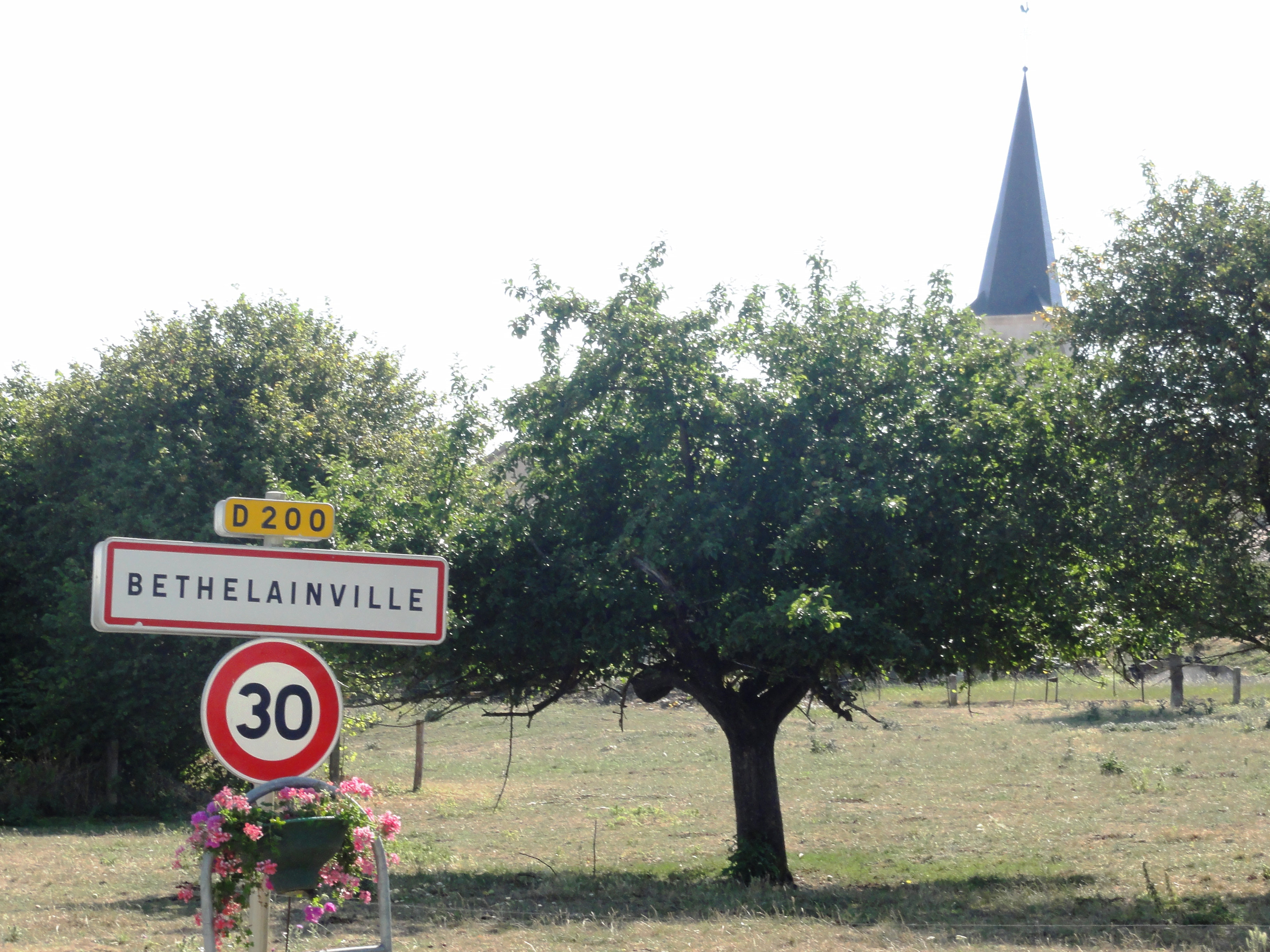
Entrée de Béthelainville.
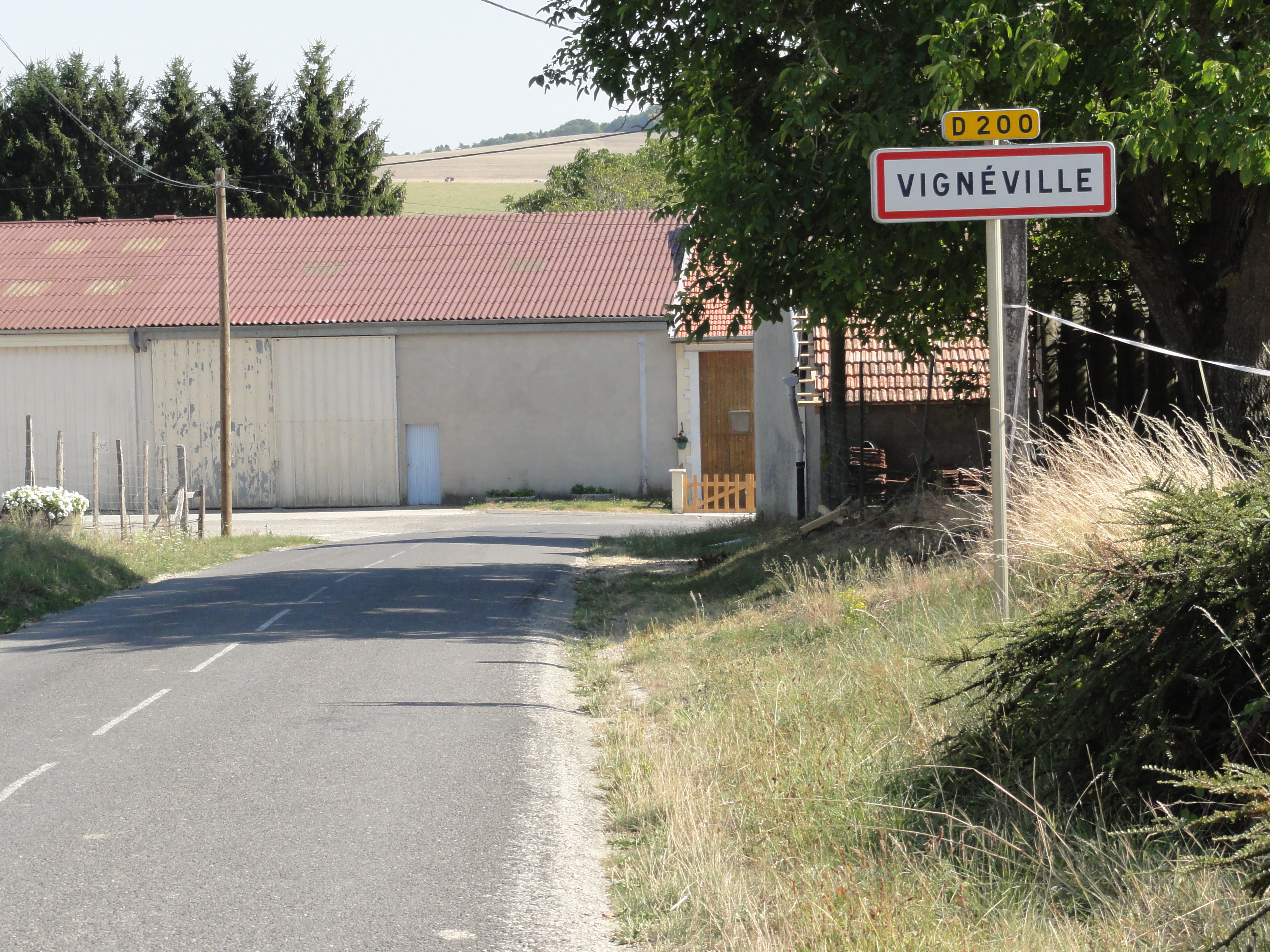
Entrée de Vignéville.

| Montzéville     | Montzéville     | Chattancourt    |
| Montzéville     | Béthelainville  | Sivry-la-Perche |
| Jouy-en-Argonne | Sivry-la-Perche | Sivry-la-Perche |

### Hydrographie
La commune est traversée par la ligne de partage des eaux entre les régions hydrographiques le bassin versant de la Meuse et « la Seine du confluent de l'Oise (inclus) à l'embouchure » au sein respectivement des bassins hydrographiques Rhin-Meuse et Seine-Normandie. Elle est drainée par le ruisseau de Bamont,.

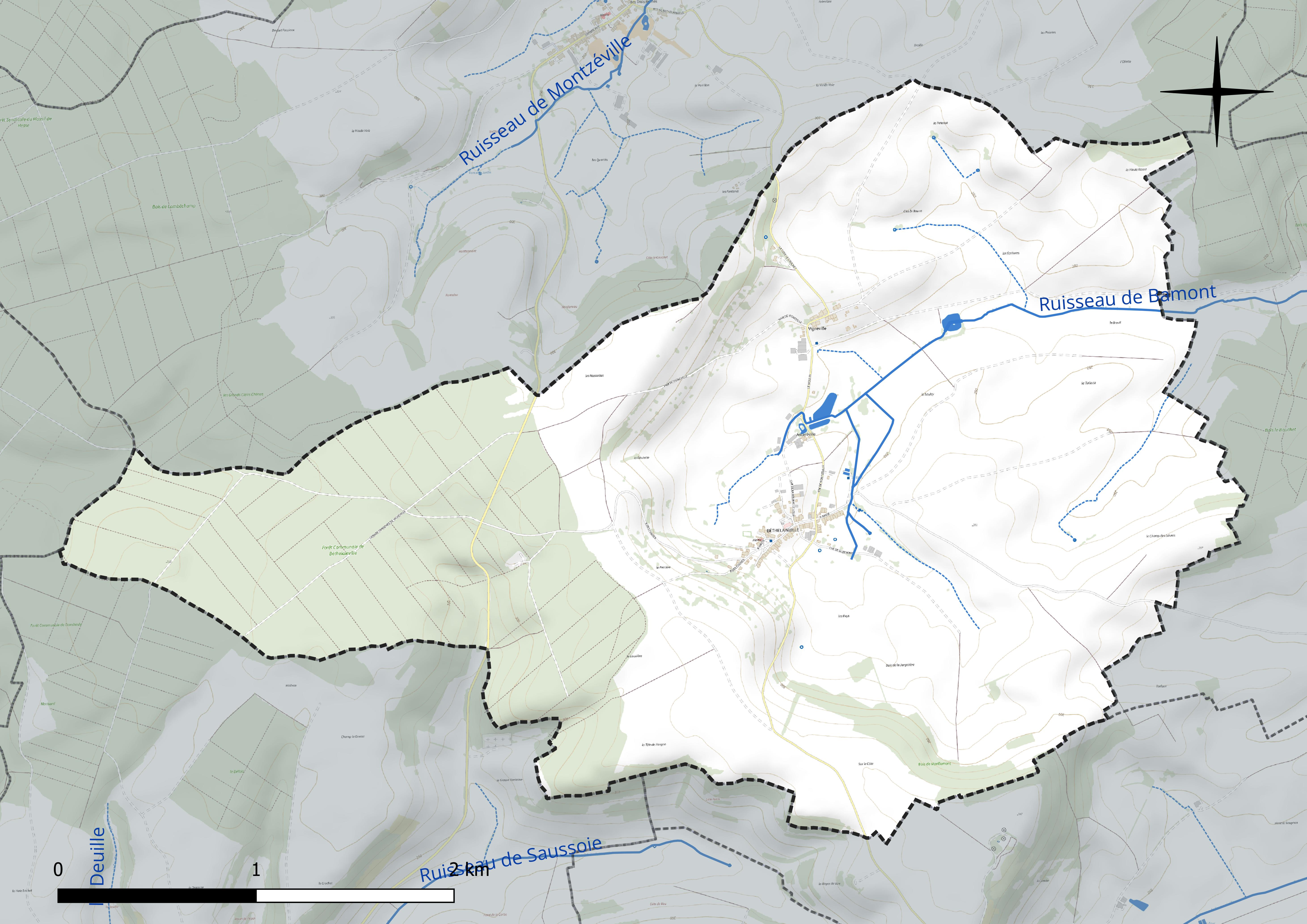
Réseau hydrographique de Béthelainville.

### Climat
Pour des articles plus généraux, voir Climat du Grand Est et Climat de la Meuse.
En 2010, le climat de la commune est de type climat de montagne, selon une étude du Centre national de la recherche scientifique s'appuyant sur une série de données couvrant la période 1971-2000. En 2020, Météo-France publie une typologie des climats de la France métropolitaine dans laquelle la commune est exposée à un climat océanique altéré et est dans la région climatique  Lorraine, plateau de Langres, Morvan, caractérisée par un hiver rude (1,5 °C), des vents modérés et des brouillards fréquents en automne et hiver. 
Pour la période 1971-2000, la température annuelle moyenne est de 9,6 °C, avec une amplitude thermique annuelle de 15,5 °C. Le cumul annuel moyen de précipitations est de 1 007 mm, avec 14,2 jours de précipitations en janvier et 9,7 jours en juillet. Pour la période 1991-2020, la température moyenne annuelle observée sur la station météorologique de Météo-France la plus proche, « Aubréville_sapc », sur la commune d'Aubréville à 11 km à vol d'oiseau, est de 10,9 °C et le cumul annuel moyen de précipitations est de 854,3 mm. 
La température maximale relevée sur cette station est de 41,8 °C, atteinte le 25 juillet 2019 ; la température minimale est de −15,7 °C, atteinte le 20 décembre 2009,,. 
Les paramètres climatiques de la commune ont été estimés pour le milieu du siècle (2041-2070) selon différents scénarios d'émission de gaz à effet de serre à partir des nouvelles projections climatiques de référence DRIAS-2020. Ils sont consultables sur un site dédié publié par Météo-France en novembre 2022.

## Urbanisme

### Typologie
Au 1er janvier 2024, Béthelainville est catégorisée commune rurale à habitat dispersé, selon la nouvelle grille communale de densité à sept niveaux définie par l'Insee en 2022.
Elle est située hors unité urbaine. Par ailleurs la commune fait partie de l'aire d'attraction de Verdun, dont elle est une commune de la couronne,. Cette aire, qui regroupe 103 communes, est catégorisée dans les aires de moins de 50 000 habitants,.

### Occupation des sols
L'occupation des sols de la commune, telle qu'elle ressort de la base de données européenne d’occupation biophysique des sols Corine Land Cover (CLC), est marquée par l'importance des territoires agricoles (70 % en 2018), en diminution par rapport à 1990 (73 %). La répartition détaillée en 2018 est la suivante : 
terres arables (57 %), forêts (27 %), prairies (12 %), zones urbanisées (3 %), zones agricoles hétérogènes (1 %). L'évolution de l’occupation des sols de la commune et de ses infrastructures peut être observée sur les différentes représentations cartographiques du territoire : la carte de Cassini (XVIIIe siècle), la carte d'état-major (1820-1866) et les cartes ou photos aériennes de l'IGN pour la période actuelle (1950 à aujourd'hui).

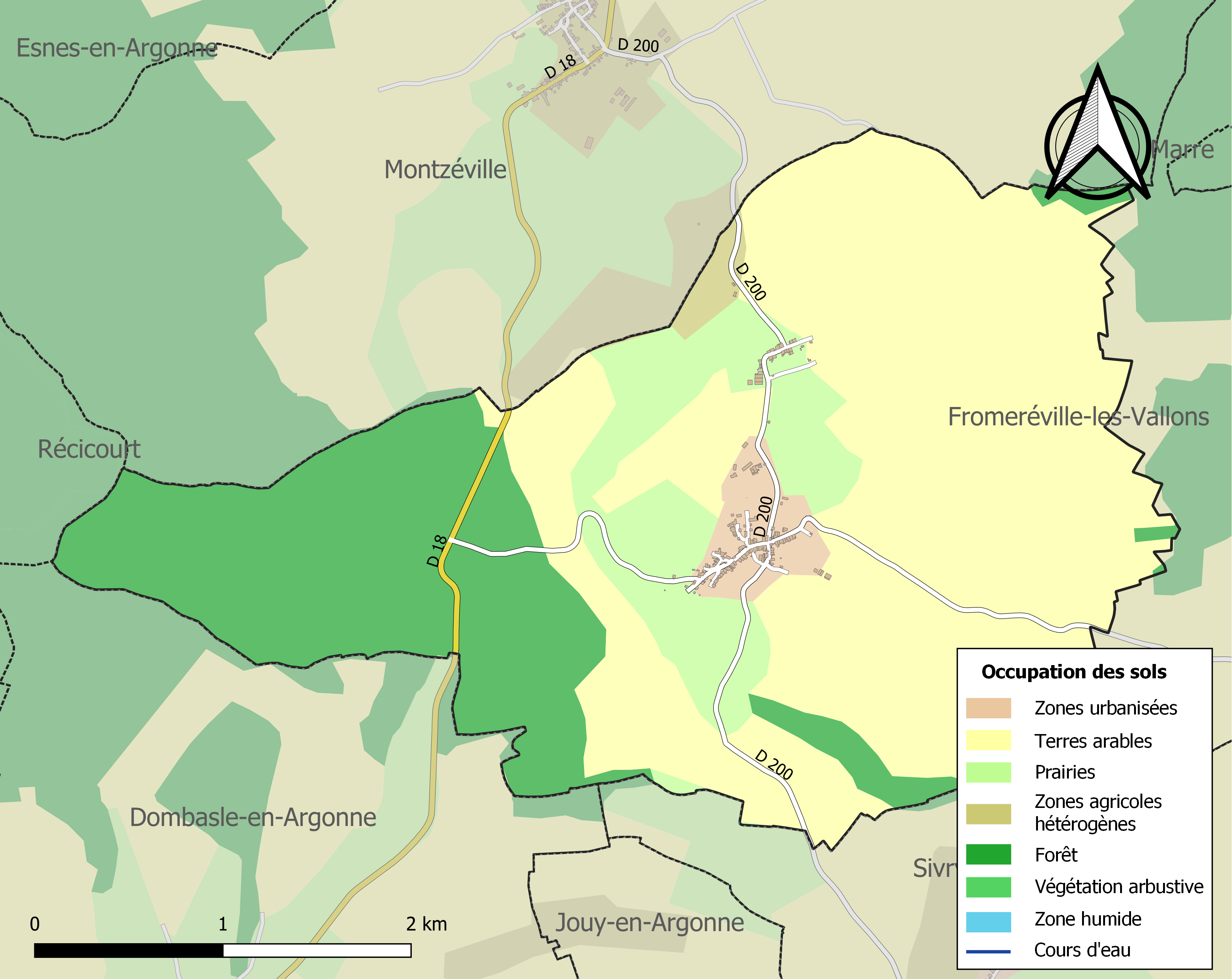
Carte des infrastructures et de l'occupation des sols de la commune en 2018 (CLC).

## Toponymie
Selon le Dictionnaire topographique du département de la Meuse, comprenant les noms de lieu anciens et modernes, de Félix Liénard, publié en 1872, la forme la plus ancienne du nom est Betelani-villa, au Xe siècle.

### Étymologie
Pour Ernest Nègre, Betelani-villa provient du nom d'homme germanique Betelanus (« village de Betelanus »).

## Histoire
« Découverte dans la partie basse du village, derrière et à côté de la maison... les traces d'un vicus ou plutôt d'une mansio. Le sol offre à 20 cm environ de profondeur des substructions antiques, des fragments de grandes tuiles plates rebords et grosses tuiles creuse ainsi que des débris de poterie noire et rouge. J'ai aussi reconnu sur la côte qui domine le village, lieu dit... dans un champ de sieur... les vestiges d'une habitation gallo romaine : on aperçoit sur le sol beaucoup de débris de grandes tuiles à rebords et de grosses tuiles creuses. Cet édifice pouvait être une maison forte située sur cette éminence, en face de la mansio, servant de protection. A peu de distance de la ferme de Vigneville situé sur le territoire de Bethelainville, on rencontre la trace de la voie antique, connue dans le pays sous le nom de Chemin des Rouyeux ou des Romains. »
L'origine du nom de BETHELAINVILLE provient comme celui de beaucoup de noms de ville de cette période gallo-romaine où il était coutume de nommer un lieu en utilisant le nom d'une maison de plaisance de quelque grand nom d'un personnage important de ce lieu et de l'associer avec le nom « villa ».
- L'orthographe du nom variait selon les transcriptions manuscrites et se trouve ainsi déformée partiellement, comme le prouvent les différentes orthographes retrouvées au cours du temps
- BUSLEI-VILLA en 962 (bulle de Jean XII)
- BELANE-VILLA en 963 (ch de Béreuger)
- BETELANI-VILLA Xème (polyp de Reims) en 1041 (diplôme de l’empereur Henri III – 1047 – 1060 – 1125 (cart de Saint Vanne)
- BETELINI-VILLA 1015 h (ibid)
- AD VILLAM BETELANI 1049 (ibid)
- BETHELAINVILLE 1082 (fond de l'Abbaye de Saint-Airy) 1254 (cart de Saint-Vanne)"

En 995, il est mention de la commune dans « La seigneurie rurale en Lorraine d'après …. page 262 » Censier de l'abbaye de Saint Vanne de Verdun n°9
- Le 1er prêtre est nommé à Bethelainville en 1082.
- Le 16 juin 1581 : « Le duc de Lorraine accorde à la communauté de Bethelainville et Vigneville la juridiction de leurs bois, à l'exclusion du gruyer des Montignons avec ressort au bailliage de Clermont. Le duc Henri confirme... » extrait de Chantilly  les archives le Cabinet des titres – Volume 3 – Page 109
- On trouve également des personnages ayant vécu à Bethelainville comme il est fait mention le 9 juillet 1583 :

« Famille de BERTINET de SOUHESMES descendait de Jean de BERTINET natif de Bethelainville dans le bailliage de Clermont qui obtint de Charles III des lettres patentes... » (Revue Historique de la Lorraine -Volume 58 Page 268)
- Le 21 février 1667 il est mention d'Ancéréville dans la Revue Historique de la Lorraine, volume 58 page 268

« Famille de BERTINET de SOUHESMES descendait de Jean de BERTINET natif de Bethelainville dans le bailliage de Clermont qui obtint de Charles III des lettres patentes... »

## Politique et administration
| Période                                  | Période  | Identité          | Étiquette | Qualité     |
| ---------------------------------------- | -------- | ----------------- | --------- | ----------- |
| Les données manquantes sont à compléter. |          |                   |           |             |
| mars 2001                                | mai 2020 | Christian Jacques | SE        |             |
| mai 2020                                 | En cours | Pascal Lefrand    | SE        | Agriculteur |

## Démographie
L'évolution du nombre d'habitants est connue à travers les recensements de la population effectués dans la commune depuis 1793. Pour les communes de moins de 10 000 habitants, une enquête de recensement portant sur toute la population est réalisée tous les cinq ans, les populations de référence des années intermédiaires étant quant à elles estimées par interpolation ou extrapolation. Pour la commune, le premier recensement exhaustif entrant dans le cadre du nouveau dispositif a été réalisé en 2004.

En 2022, la commune comptait 156 habitants, en évolution de −11,36 % par rapport à 2016 (Meuse : −4,4 %, France hors Mayotte : +2,11 %).
| 1793 | 1800 | 1806 | 1821 | 1831 | 1836 | 1841 | 1846 | 1851 |
| ---- | ---- | ---- | ---- | ---- | ---- | ---- | ---- | ---- |
| 413  | 433  | 447  | 453  | 511  | 532  | 551  | 576  | 601  |

| 1856 | 1861 | 1866 | 1872 | 1876 | 1881 | 1886 | 1891 | 1896 |
| ---- | ---- | ---- | ---- | ---- | ---- | ---- | ---- | ---- |
| 592  | 539  | 568  | 488  | 498  | 474  | 483  | 418  | 398  |

| 1901 | 1906 | 1911 | 1921 | 1926 | 1931 | 1936 | 1946 | 1954 |
| ---- | ---- | ---- | ---- | ---- | ---- | ---- | ---- | ---- |
| 363  | 372  | 356  | 250  | 249  | 217  | 230  | 192  | 199  |

| 1962 | 1968 | 1975 | 1982 | 1990 | 1999 | 2004 | 2006 | 2009 |
| ---- | ---- | ---- | ---- | ---- | ---- | ---- | ---- | ---- |
| 175  | 182  | 195  | 195  | 189  | 177  | 186  | 189  | 192  |

| 2014 | 2019 | 2022 | - | - | - | - | - | - |
| ---- | ---- | ---- | - | - | - | - | - | - |
| 180  | 161  | 156  | - | - | - | - | - | - |

## Culture locale et patrimoine

### Lieux et monuments

#### Châteaux
À proximité de Béthelainville, il y a eu deux châteaux, celui d'Ancerville du XVIIIe siècle (bâtiment protégé inscrit à l'inventaire du patrimoine culturel) dont il reste comme vestige un pilier de l'entrée toujours visible à la ferme d'Ancerville. Ce château au milieu du XVIIIe siècle appartenait à la famille Ogier seigneur d'Ancerville.
Le deuxième château dont il ne reste rien se situait à Germonville, petit hameau à 2 km de Fromeréville. Il fut totalement détruit pendant la guerre de Trente Ans. On y trouvait le château des seigneurs de Vignolles : seigneurs de Germonville et de Fromeréville comme on peut le voir dans les actes de la mairie de Fromeréville, celle-ci possédant les actes à partir de 1793.

#### Autres bâtiments inscrits au patrimoine culturel
- Croix monumentale construite en 1889 au lieu-dit de Vignéville[21].
- Église Saint-Martin de Béthelainville, de type basilical avec une tour clocher, construite en 1861-1862 par l'architecte Lapierre. Servant d’hôpital auxiliaire pendant la Première Guerre mondiale, elle est endommagée à cette période. Elle est restaurée à la fin du 1er quart du XXe siècle. On peut y voir les armoiries de Mgr Louis Rossât, évêque de Verdun de 1844 à 1866, ainsi que l'ensemble du mobilier à l'exception de la chaire, réalisé par Laurent jeune, sculpteur à Nancy en 1861[22].
- Presbytère de la 1re moitié du XIXe siècle[23].
- Plusieurs maisons et fermes (91 bâtis) du XIXe siècle, avec des chronogrammes indiquant 1837 et 1875[24]. Et plus particulièrement une ferme construite en 1837 située ruelle Jean-Fery[25] ainsi qu'une deuxième ferme construite en 1875 située Grande-Rue[26].
- Deux puits du XIXe siècle en calcaire et pierre de taille[27],[28].
- Lavoir, fontaine de la 1re moitié du XIXe siècle situés rue Haute[29].
- Lavoir du XIXe siècle situé au lieu-dit de Vignéville[30].
- Fontaine du 3e quart du XIXe siècle, située contre le mur de soutènement de l'église au sud[31].
- Tombeau de Barbe Robinet construit en 1890 par le sculpteur Marc, de Beauzée[32].
- Tombeau de Hyacinthe Hazard construit en 1885 par le sculpteur Arnould, de Verdun[33].
- Tombeau de Marie-Anna Hazard construit en 1901 par le sculpteur Marc[34].
- Tombeau du curé Jules-Hyacinthe Wacquant construit en 1933 contre le mur de l'église. Le tombeau est semblable à la tombe du curé Théophile Geoffroy (1870-1946)[35].

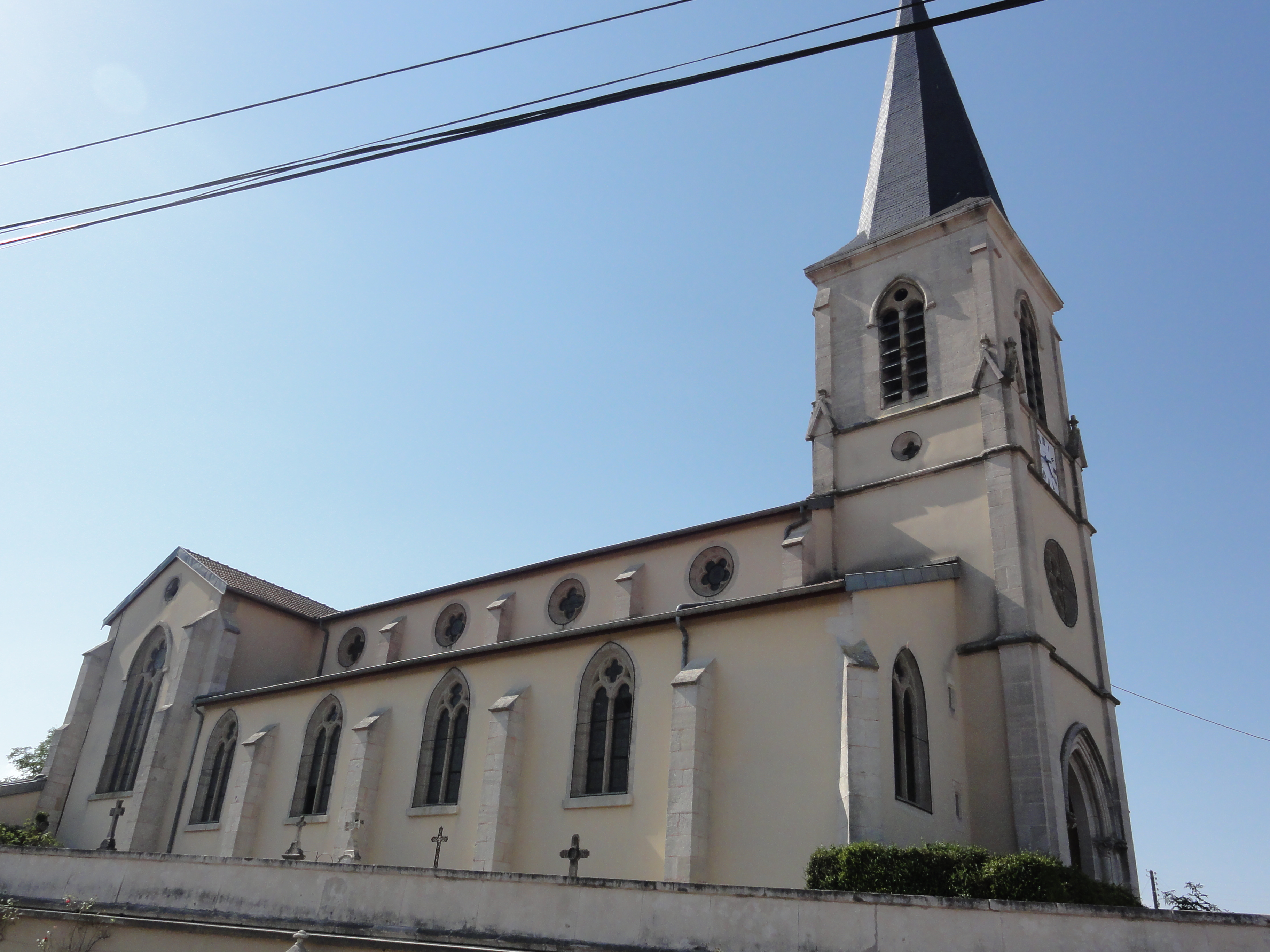
Église Saint-Martin.
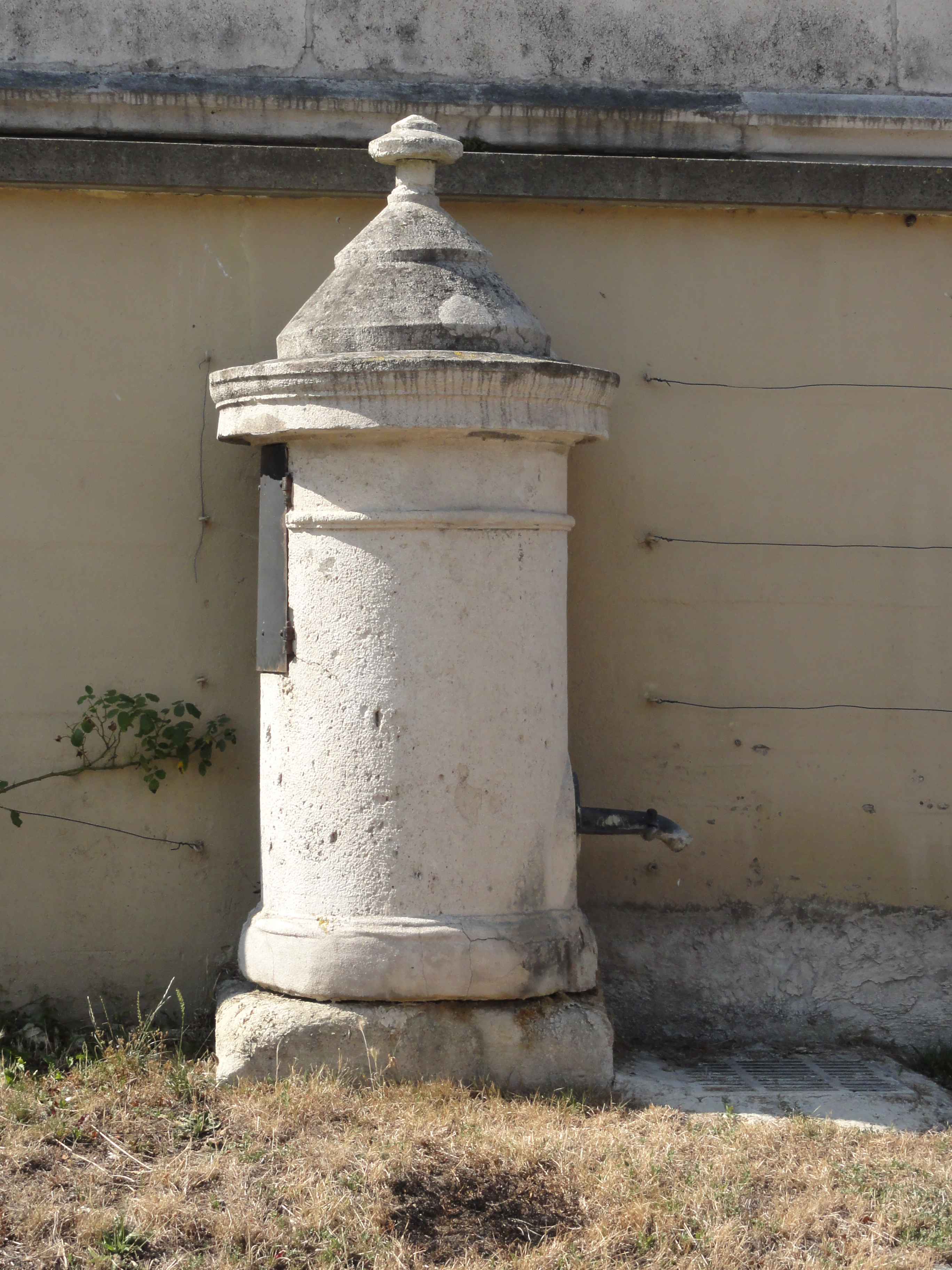
Fontaine contre le mur de soutènement de l'église.
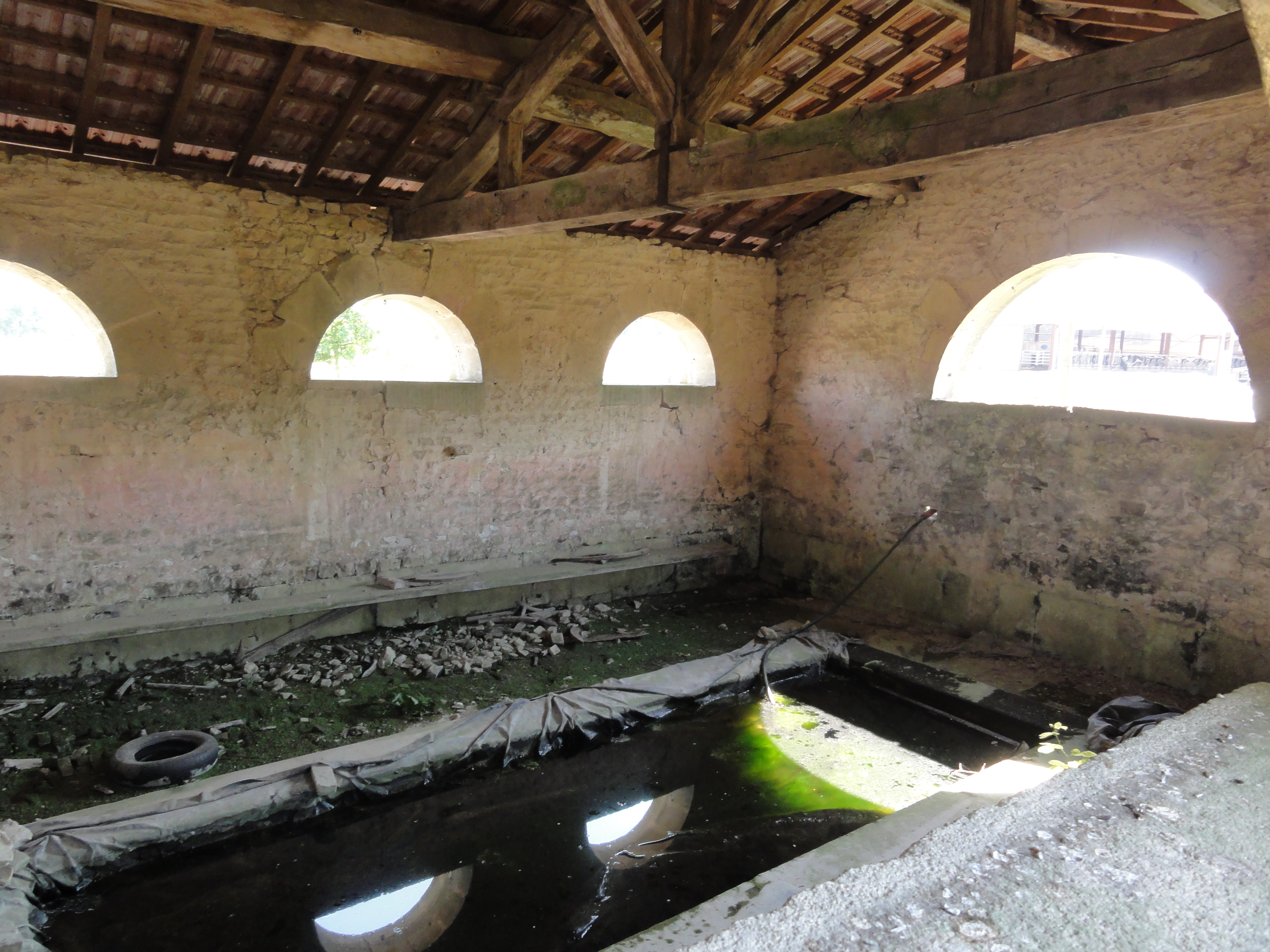
Lavoir de Vignéville.
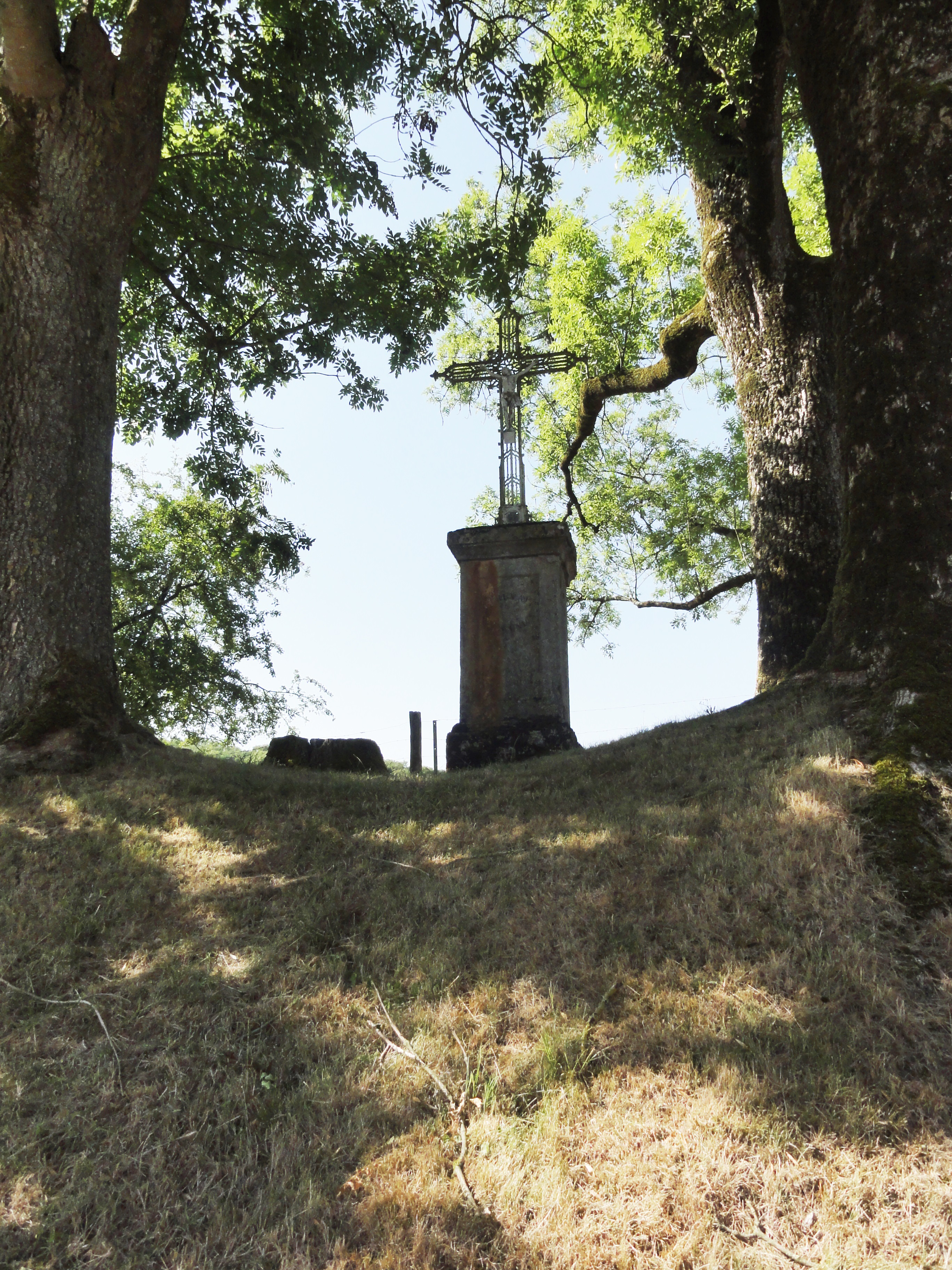
Croix de Vignéville.
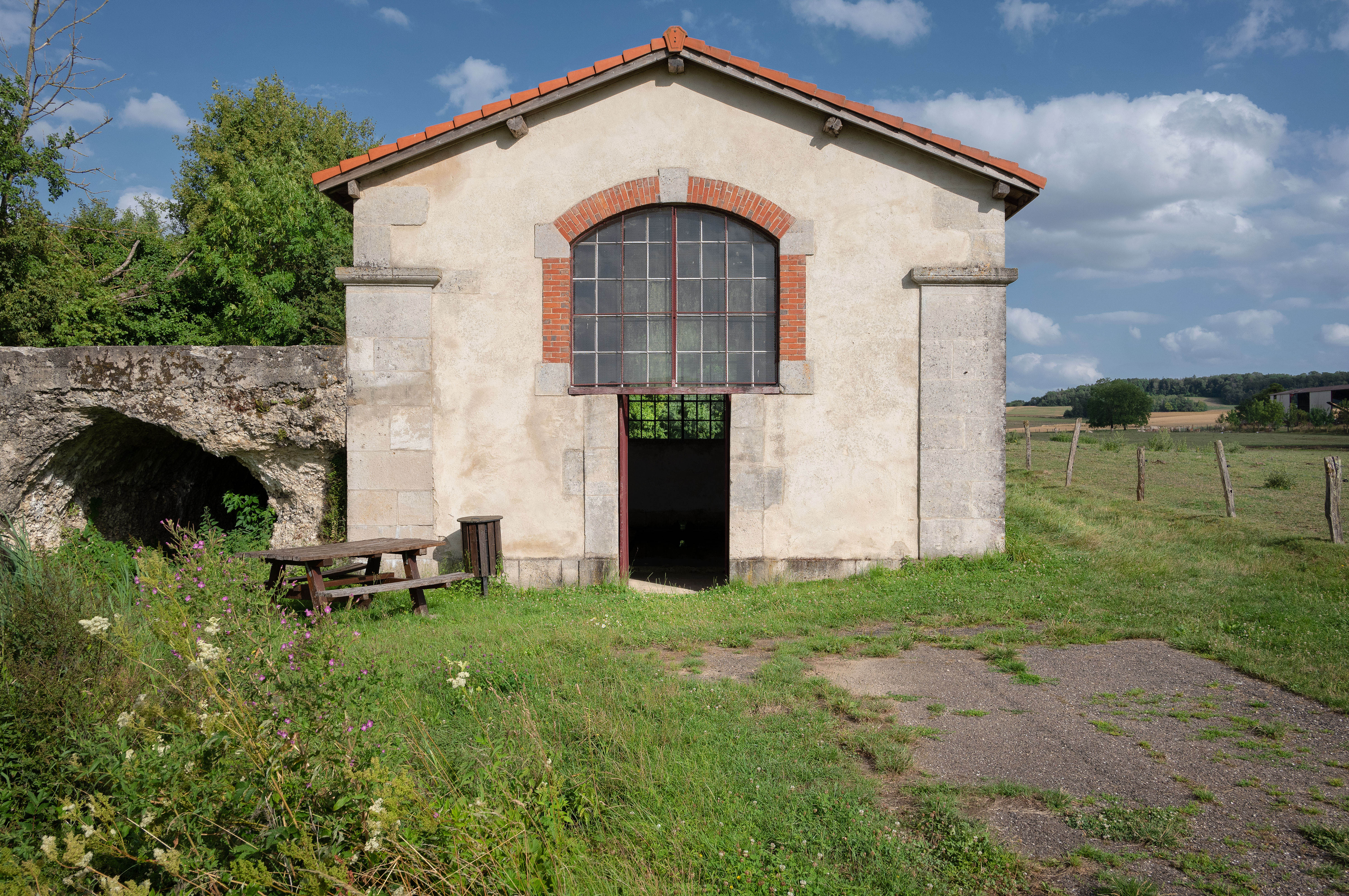
Lavoir, rue Basse.

#### Autres lieux
- La Vierge du chêne

Il y a en haut de Béthelainville, en direction de Dombasles-en-Argonne, à la lisière de la forêt, un chêne centenaire. Dans un trou du tronc de ce chêne, dans une cavité naturelle, une Vierge en fonte blanche a été placée là.
Déjà vénérée au XIXe siècle, cette statue de la Vierge est une offrande faite, dans les temps ancestraux, par une famille de bûcherons, à la Vierge qui les a protégés. Alors qu'ils étaient perdus la nuit en pleine forêt, un soir d'orage, abrités sous le chêne, ils ont pris la Vierge. Le chêne les a protégés de l'orage et les loups nombreux dans les siècles passés dans la région les ont épargnés. En remerciement à la Vierge, ils ont placé une vierge dans le trou du chêne.
La statue d'origine a disparu quelque temps après, une autre l'a remplacée. Disparue au cours de la Première Guerre mondiale, elle est remplacée le jour de l'Assomption 1947. La statue en fonte blanche bénite avec la permission de l'évêque dans l'église enguirlandée de papier et de verdure, est portée en procession jusqu'au chêne. Tous les cinq mètres, un mai est planté en terre. De nombreux paroissiens des villages alentour participent avec les Béthelainvillois.
Depuis chaque 15 août, une messe est célébrée à Notre-Dame-du-Chêne. Dans la nuit du 24 au 25 mars 2010, la vitre protégeant la Vierge a été brisée, et la statue volée.

### Personnalités liées à la commune

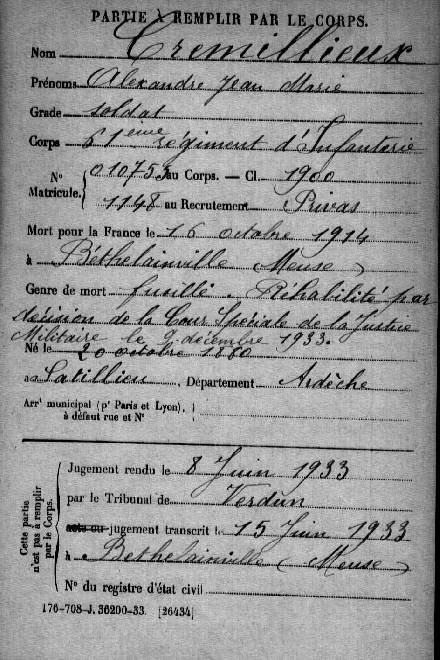

- Jean Ogier Collas, Hussard officier du Premier Empire, né à Béthelainville. Jean Ogier Collas est le fils de Jean Nicolas Collas et de Marie Catherine d'Emerson. Il est né au château d'Ancerville (Moselle) dans un milieu aisé, son père était avocat au Parlement de Paris, sa mère était d'origine anglaise. Il s'engage volontairement dans le régiment de dragons de la Garde impériale le 1er juillet 1808. Il est rapidement nommé sous lieutenant au 10e régiment de cuirassiers dès le 13 mars 1813. Le 11 septembre 1813, il est incorporé avec son escadron au 3e provisoire de la grosse cavalerie de Hambourg; il rentre avec la garnison en mai 1814 après avoir fait la campagne de France. Il est blessé d'un coup de feu au travers du bras gauche lors de la bataille de Waterloo le 18 juin 1815. Jean Ogier Collas a participé aux guerres napoléoniennes : les batailles de Eylau (1807), Essling, Wagram, Eckmühl (1809), Montmirail, Montereau (1814), Ligny et Waterloo (1815).
- Fritz Rössler, pilote allemand abattu sur le territoire de Béthelainville le 4 juin 1915.
- Alexandre Jean Marie Cremilleux, soldat du 61e RI qui a été fusillé le 16 octobre 1914 dans le bas du village pour s'être mutilé pour échapper au combat. Il a été réhabilité le 9 décembre 1933.
- Frère Eugène de Syrie (Jean Eugène Chartus) est né le 30 mars 1838 à Béthelainville, diocèse de Verdun. Ses parents arrivent comme colons en Algérie lorsqu’il a 12 ans (1850) et découvre sa vocation en lisant un journal annonçant l’arrivée des frères en tant qu’instituteurs communaux à Alger. Il entre au noviciat dans l'une des communautés d’Alger le 19 avril 1855, et y prend l’habit le 23 septembre 1855 (et fait la petite classe début octobre 1855). Sa santé donne des inquiétudes : il sera à Alger en 1857-1858, 1864-1868 (école maîtrise Sainte-Croix de la Kasbah), 1868-1871 (directeur de la communauté de l’école Saint-Augustin). Quand l'école est laïcisée en 1871, il est envoyé comme directeur à Stora 1871-1875, puis à Tlemcen (1875-1878) et simple Frère à Constantine (1878-1880). En 1880, il fait à Alger la 1re classe de la maîtrise de Notre-Dame-des-Victoires. En 1888-1890, il dirige l'école paroissiale d'El Biar ; il remplira divers postes au scolasticat d’El-Biar et à Alger. En 1898, il est envoyé en repos à Annecy. Après un retour en Algérie, il est envoyé à Marseille en 1906 où il meurt le 21 mai 1912[36].

#### Soldats enterrés à Béthelainville
Des soldats de la Première Guerre mondiale sont enterrés à Béthelainville
Originaires de la commune :
- Fernand Robinet ;
- Georges Jacques.

Pas originaires de cette commune :
- Jules Marius Clamens, soldat 2e classe du 141 RI, né le 2 mars 1889 à Cormis (Aveyron) et décédé le 26 septembre 1914 à l'ambulance 4 du XVe CA de blessures de guerre ;
- Louis Joseph Marius Gandon, soldat 2e classe du 55e RI, né le 13 juillet 1889 à Sainte-Eulalie (Ardèche) (Ardèche) et décédé le 27 octobre 1914  à l'ambulance 4 du XVe CA de blessures de guerre ;
- Jean Armand Abel Lemerle, soldat 2e Classe du 90e RI, né le 11 septembre 1894 à Saint-Benoît-du-Sault (Indre) et décédé le 28 avril 1916 à Béthelainville de blessures de guerre.

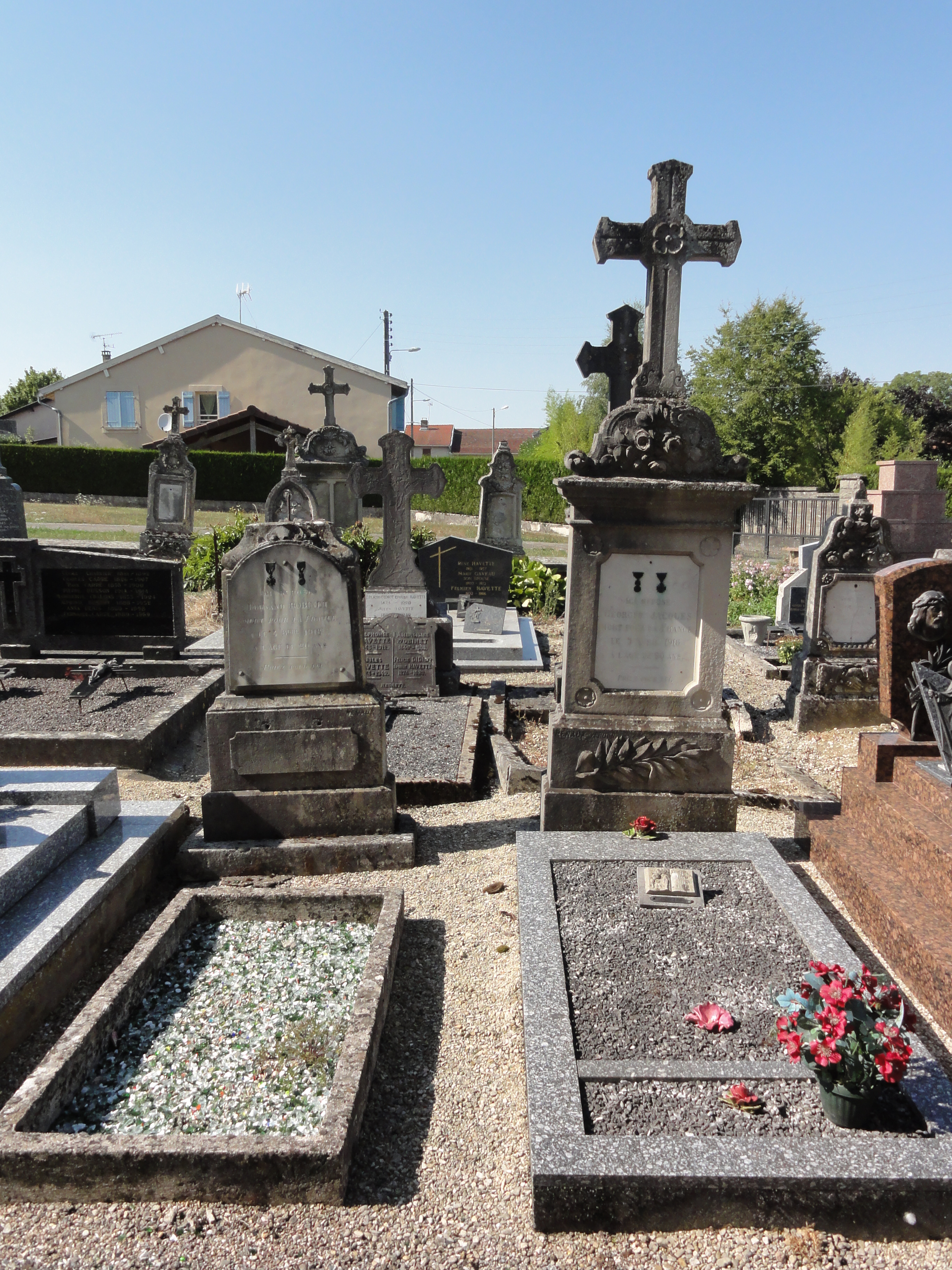
Tombes Fernand Robinet et Georges Jacques.
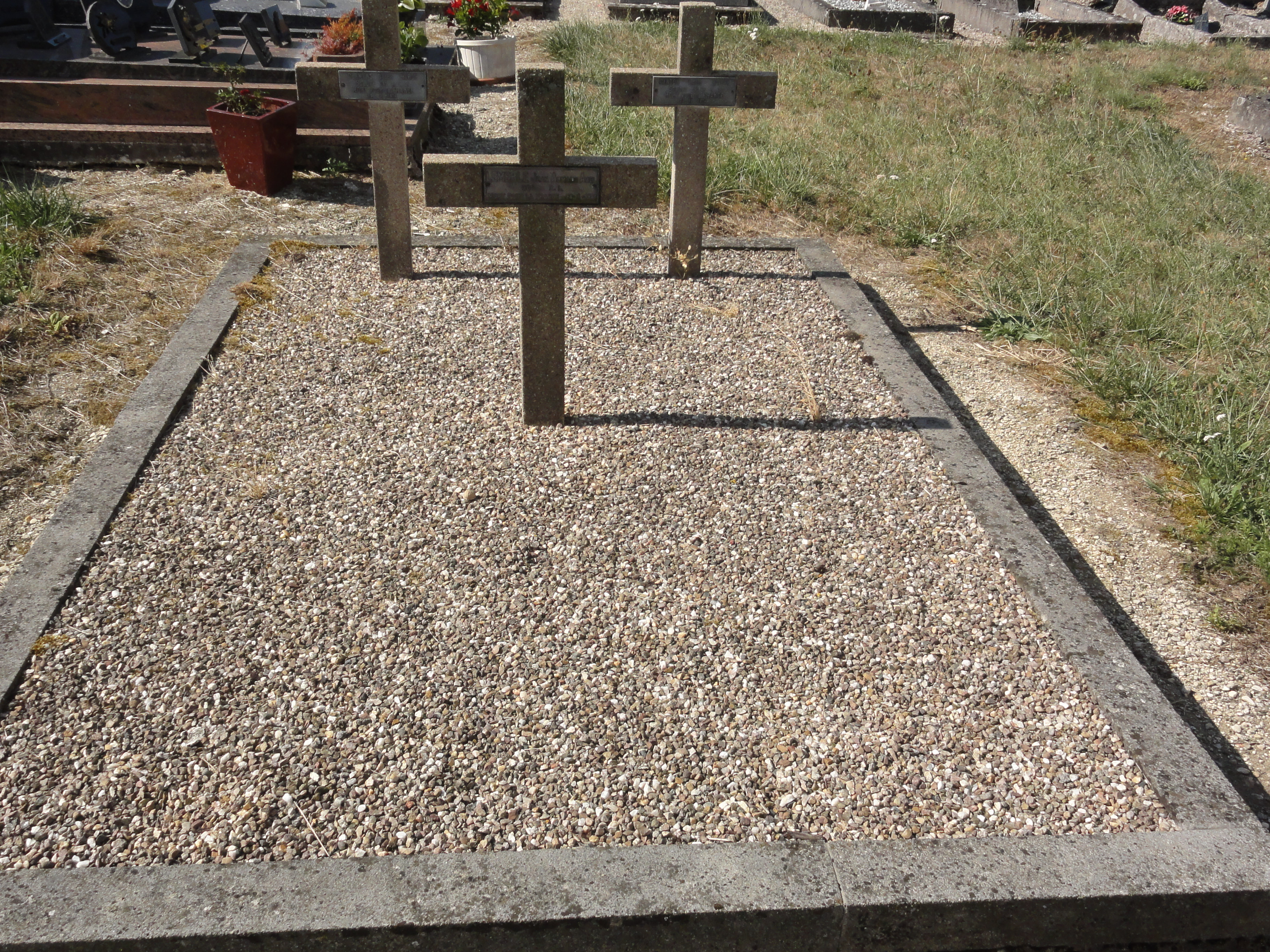
Tombes J. Clamens, L. Gandon et J. Lemerle.

### Contes et légendes
Il existe en Meuse de nombreuses légendes mettant en cause des actes de sorcellerie, des meutes de loups, des disparitions inexpliquées, des corps mutilés retrouvés au petit matin - Par exemple, le livre d'Alain Fisnot, "À l'ombre du Bihan", Billan sur carte de Cassini racontant la légende d'un châtelain assassin dont l'histoire se passe à quelques lieues de Bethelainville.
On ne passait pas par Bethelainville par hasard, « on vient à Bethelainville, on ne passe pas à Bethelainville ». Il n'y avait pas de route directe pour relier Verdun où se trouvait l'évêché. Au XVIIIe siècle une seule voie reliait Bethelainville et le monde. Il fallait descendre vers Vignéville, puis prendre à droite avant le lavoir actuel, puis emprunter le chemin blanc actuel allant vers Fromereville via Germonville.

### Héraldique
| Blason de Béthelainville | Blason  | Parti : au 1er de gueules à l'échauguette d'or maçonnée de sable, au 2e d'azur à la tête de lion d'or ; à la couronne de reine en chef et à quatre alvéoles de cire en pointe, tous deux d’or et brochant sur le parti. |
| Blason de Béthelainville | Détails | Création Robert A. Louis et Dominique Lacorde. Adopté le 19 octobre 2017. |